# بريتون رايس
بريتون رايس (بالإنجليزية: Britton Rice)‏ هو منتج أسطوانات أمريكي، ولد في 12 فبراير 1981.